# عبس (البيضاء)
عبس هي إحدى قرى الجمهورية اليمنية. تتبع جغرافيا لمحافظة البيضاء و إداريًا لمديرية الشرية. يبلغ تعداد سكانها 1476 نسمة حسب الإحصاء الذي أجري عام 2004.